# 島嶼協奏曲
《島嶼協奏曲》（英語：The Floating Generation）是MakerVille出品的時裝電視劇。由鄧麗欣、邱士縉、毛曄穎、何洛瑤及樊沛珈主演。為《ViuTV 2024》節目巡禮劇集之一。本劇由2024年7月5日至7月26日，逢星期一至五21:30－22:30，於ViuTV首播。

## 角色

### Lydia
| 演員   | 角色   | 備註 |
| 毛曄穎 | 梁莉婷 | Lydia 潛水教練，在綠島經營潛水店TID（店舖IG帳戶：tid_therefore_i_dive），不幸地開張時遇上疫情而經營困難，而街坊數年來也很少和她交談 黎振聰妻子，放棄人事管理職位，和丈夫以投資移民方式移居台灣 對所有事情都嚴謹，令客人對TID給予負評，也和合夥人兼潛水教練阿蓉常有摩擦；例如不滿其太過放縱潛水客，也不滿她不收費接待小學同學。隨後也不滿她在電視節目中說太多玩樂事宜而忽略專業潛水部份，導致二人陷入冷戰 於第6集潛水時受傷，加上黎振聰在人流高峰期因家事需暫時回港，同時阿蓉放假欠缺人生，最終於第8集在店內過勞暈倒 第9集被帶到衞生所後，被醫生建議到台東作詳細檢查，照超聲波後發現有朱古力瘤，期間店務要由阿蓉暫代 未能預先觀看電視節目而感到不高興，更因此和黎振聰口角而暫時分開，被傑傑問會否離婚 最終動手術移除朱古力瘤，而且尋求和阿蓉和解，讓她分擔TID的事情。而她也準備凍卵，預備未來可能生育 |
| 邱士縉 | 黎振聰 | Leo 正常（綠島街坊專用暱稱，取自其中文名稱的台語諧音） 梁莉婷丈夫，放棄年薪達90萬港元的會計師職位，和妻子以投資移民方式移居台灣 徐頌恩姪孫 因早年經歷而不能潛水 充當妻子和阿蓉之間橋樑，也充當TID和街坊之間橋樑 於第6集因父親在家中跌倒而需要暫時回港，在人流高峰期需由梁莉婷處理所有事宜。至第12集回來，隨即猜中梁莉婷和阿蓉再起爭執，並嘗試開解梁莉婷。卻被連帶責備指對TID付出不夠 最終到高雄學習廚藝，再回到綠島，成為Joseph酒吧的廚師 |
| 李霈瑜 | 阿蓉   | TID潛水教練兼合夥人，與梁莉婷在接待客人方面常有分歧 於第6集在人流高峰期時放假，在第8集回來，但隨即因梁莉婷暈倒，變成由她負責所有事情 臨時成為電視節目受訪者，但因不太涉及潛水而被梁莉婷抱怨，隨後對她不理不睬 和梁莉婷和解後，分擔更多TID事情 |
| 楊麗音 | 蘇大媽 | 黎振聰、梁莉婷鄰居 對梁莉婷和黎振聰放棄香港的高薪厚職感到驚訝 梁莉婷工作繁重時替她照顧傑傑 |
| 鄧樸言 | 傑傑   | 黎振聰表叔 徐頌恩兒子 有時協助TID的事情 也會到蘇大媽家中和其他小朋友遊玩 |
| 黃彥博 | 浩浩   | 蘇大媽孫兒 和傑傑在家遊玩 |
| 阮柏皓 | 小宇   | 蘇大媽孫兒 和傑傑在家遊玩 |
| 何麗嫦 |        | 梁莉婷母親 |
| 田至亨 | 泰哥   | TID繁忙時會幫忙接待部份客人 |
| 吳定謙 | Joseph | 酒吧東主 黎振聰、梁莉婷鄰居 梁莉婷感到困惑時開解她 同時兼顧事業和家庭，令他分身不暇 |
| 劉明勳 | 邱總   | 介紹客人給TID |
| 紀佑潔 | 小琪   | 潛水時被有毒海葵刺傷，成為梁莉婷和阿蓉爭執起源之一 |
| 曾文健 | 阿達   | 電視節目攝影師 |
| 謝雅兒 | Hailey | 電視節目主持人 |
| 吳志維 |        | 電視節目導演 |
| 孫 綻  | 阿輝   | 帶徐頌恩到TID和兒子重聚 |

### Yvonne
| 演員   | 角色      | 備註 |
| 鄧麗欣 | 嚴曉樺    | Yvonne 和弟弟同母異父，而她的父親已歿 兒時居土瓜灣，喜歡畫屋旁大樹，但該處已被清拆變成地盤 於香港修讀藝術系學士，再修讀藝術教育碩士，曾於香港的專上學院任教 曾偕前男友申請英國大學的藝術碩士，但被拒，因而停止創作 藝術學院美術科合約老師，後不獲續約，必須在兩個月內找到能發居留證的工作，否則就要回港 博客主 篤信星座命理和塔羅牌 於第6集打算在Jenny的畫廊工作以獲得居留證延期，並為此而策劃畫展，強迫自己創作，但最終失敗 隨後成為房仲，但因遇見自己的前學生，和接連犯錯而感到不高興 因母親是台灣人，可以用依親關係申請居留，但她不想這樣做 因為無結婚紀錄證明書未經大陸委員會香港辦事處驗證，結果未能跟吳雨姍註冊結婚，最終靠弟弟完成驗證。但吳雨姍想和她親熱時感到不適應，最終令對方離開 透過擲筊得到媽祖指示後，決定回港 最終回到台灣繼續創作之路 |
| 張軒睿 | 陳信宏    | 嚴曉樺同事 得悉嚴曉樺不獲續約後，介紹她到不同院校任教 香港電影迷，所以略懂廣東話 嘗試向嚴曉樺表白未獲回應 |
| 江宜蓉 | 吳雨姍    | 文具店員工 嚴曉樺網友 在英國獲得美術碩士，另在台灣讀書時曾副修生物 曾旅居多國，為照顧家人返台 提出和嚴曉樺結婚，以讓她留在台灣，並和她同居。但後來打算和嚴曉樺親熱時被拒絕，感受傷而離開。（但留下訊息指仍可接受和嚴曉樺結婚以令其獲得台灣居留權。） |
| 辛樂兒 |           | 瑜伽老師 |
| 黃逸豪 |           | 脫口秀主持人 |
| 馬念先 | 博哥      | 嚴曉樺常光顧的酒吧的東主 聲稱受算命師傅指引後避開空難而從此篤信風水命理 |
| 何以奇 | Jenny     | 陳信宏學姐 畫廊經理 |
| 謝瓊煖 | 茜姐      | 房東 明言嚴曉樺不能收留任何人，令嚴曉樺和吳雨姍同居時也要有所隱瞞 |
| 鍾慧冰 |           | 嚴曉樺母親 台灣人 認為女兒選擇文科是錯誤決定，構成嚴曉樺惡夢之一 希望女兒盡快結婚 被嚴曉樺批評經常轉換丈夫 |
| 吳林峰 |           | 嚴曉樺弟 和嚴曉樺同母異父 |
| 曾向鎮 | Thomas Ng | 嚴曉樺前男友，同為藝術系學生，後來和嚴同申請英國大學藝術碩士，只有自己成功入讀 認為嚴曉樺的作品平庸，令其放棄創作，並構成嚴曉樺惡夢之一 |
| 林志儒 |           | 嚴曉樺舅父 |
| 勞嘉敏 |           | 移民顧問 |
| 張啟樂 |           | 房仲 香港移民 向嚴曉樺介紹出租套房 |
| 黃迪揚 |           | 房仲組長 嚴曉樺上司 |
| 吳翊萱 |           | 塔羅牌老師 |

### Faye
| 演員   | 角色    | 備註 |
| 何洛瑤 | 徐頌恩  | Faye 嘉嘉好姊妹 失婚少婦，大學輟學誕下傑傑。婚姻最後因前夫外遇結束。 黎振聰姑婆 參加單身聯誼後沒選擇任何人 於第4集勉為其難地購買阿峰推銷的產品 利用林尚峰假扮夫妻來打算在台灣買樓，但因樓價太貴而未成事 第5集被透露因嘉嘉外母有微言，及打亂了嘉嘉和書豪的計劃，於第6集被安排搬到雪姨的中醫診所暫住 於第10集和小麥拍攝時和對方接吻，卻突然離場，隨後表示兩人不適合 得罪雪姨離開中醫診所後，獲阿君邀請到水伯家暫住 再因應嘉嘉要求回到她的家暫住 經歷一連串約會後，覺得還是兒子的感受最重要，所以決定到綠島接回兒子 最終短暫回港簽署離婚協議後，和兒子回到台北定居 |
| 樊沛珈 | 嘉嘉    | 徐頌恩好姊妹，並感謝和她在場時才能說廣東話 書豪妻子，外嫁到台灣定居 於第13集宣布懷孕，後邀請徐頌恩回去暫住 |
| 巫建和 | 林尚峰  | 業務員 多次單身聯誼參加也沒脫單，但其中一次之後主動追求徐頌恩 於第4集成功約會徐頌恩，但目的只是推銷產品 利用徐頌恩訓練自己推銷技巧，亦因為和她看房經驗而打算投考房仲，而且最後成功了 |
| 林敬倫 | 書豪    | 嘉嘉丈夫 對妻子和徐頌恩都很好 |
| 陸弈靜 | 雪姨    | 和芳姐經營中醫診所 書豪親戚 每次發現芳姐想針對徐頌恩時，都會召喚芳姐以分散對方注意力 反對徐頌恩私下到水伯家作客，認為會影響商譽，間接令徐頌恩離開 |
| 今子嫣 | 芳姐    | 和雪姨經營中醫診所 怪責徐頌恩隱瞞自己離婚經歷，導致和伊仁關係破裂，也令她難以和客人交代 |
| 曾少宗 | 小麥    | 攝影師 書豪朋友兼學長 隨後和徐頌恩約會，但得悉她有兒子後就放棄 |
| 詹懷雲 | 伊仁    | 早餐店少東 和徐頌恩約會時，得悉徐頌恩曾離婚後就已讀不回，隨後和徐頌恩絕交 被嘉嘉形容為媽寶 |
| 江昀毅 |         | 書豪父親 |
| 楊富貽 |         | 書豪母親 |
| 李家珍 |         | 伊仁母親 早餐店老闆 中醫診所的老顧客 |
| 夏靖庭 | 水伯    | 中醫診所的老顧客 邀請徐頌恩到自己家作客 希望女兒能抱孫，但她工作繁忙一直未能成事 |
| 施名帥 | 王家樂  | 單親爸爸 希望移民到日本 啟發徐頌恩也需要照顧兒女感受 |
| 葉子綺 | 小菈    | 王家樂女兒 |
| 曾珮瑜 | 阿君    | 水伯女兒 讓徐頌恩暫住，希望她能幫忙照顧水伯 |
| 蔣偉文 | Stephen | 富商 提出和徐頌恩打球被她拒絕 |

## 分集列表
| 集數 | 標題   | 首播日期      | 片長   |
| ---- | ------ | ------------- | ------ |
| 1    | 序曲   | 2024年7月8日  | 44分鐘 |
| 2    | 小意外 | 2024年7月9日  | 45分鐘 |
| 3    | 躲不過 | 2024年7月10日 | 44分鐘 |
| 4    | 舊記憶 | 2024年7月11日 | 44分鐘 |
| 5    | 新朋友 | 2024年7月12日 | 44分鐘 |
| 6    | 新環境 | 2024年7月15日 | 44分鐘 |
| 7    | 新體驗 | 2024年7月16日 | 44分鐘 |
| 8    | 想不到 | 2024年7月17日 | 44分鐘 |
| 9    | 走不開 | 2024年7月18日 | 44分鐘 |
| 10   | 過不了 | 2024年7月19日 | 45分鐘 |
| 11   | 繞圈圈 | 2024年7月22日 | 45分鐘 |
| 12   | 新方向 | 2024年7月23日 | 44分鐘 |
| 13   | 轉折點 | 2024年7月24日 | 45分鐘 |
| 14   | 新發現 | 2024年7月25日 | 44分鐘 |
| 15   | 再出發 | 2024年7月26日 | 45分鐘 |

## 歌曲
| 曲序 | 曲目       |        | 作曲         | 编曲 | 製作人 | 主唱   | 备注   |
| ---- | ---------- | ------ | ------------ | ---- | ------ | ------ | ------ |
| 1.   | 可愛的東西 | 梁嘉茵 | 梁嘉茵、楊彤 | 楊彤 | 楊彤   | 梁嘉茵 | 主題曲 |

## 註
1. 1 2  根據編劇吳俊佑在Instagram限時動態的解說，由於徐頌恩選擇隨母姓，所以就算她是黎振聰曾祖父的小女兒，他們是不同姓的。

## 外部連結
- MakerVille：島嶼協奏曲 （页面存档备份，存于）
- ViuTV：島嶼協奏曲 （页面存档备份，存于）
- ViuTV：島嶼協奏曲：前奏 （页面存档备份，存于）
- YouTube上的《島嶼協奏曲》主題曲《可愛的東西》
- . p-articles.com.   [2024-07-07]. （原始内容存档于2024-07-07） （英语）.
- 豆瓣电影上《島嶼協奏曲》的資料 （简体中文）

## 電視節目的變遷
| 香港 ViuTV 星期一至五 21:30－22:30 ·    | 香港 ViuTV 星期一至五 21:30－22:30 ·                                                                          | 香港 ViuTV 星期一至五 21:30－22:30 · |
| --------------------------------------- | --- | ------------------------------------ |
|                                         | 島嶼協奏曲 （2024年7月8日—2024年7月26日）                                                                     |                                      |
| 無人之境 （2024年6月24日—2024年7月5日） | 巴黎奧運爭勝一夜（非戲劇節目） （2024年7月27日－2024年8月11日）反起跑線聯盟2 （2024年8月12日－2024年8月30日） |                                      |